# Platops xanthinus
Platops xanthinus är en mångfotingart som beskrevs av Newport 1844. Platops xanthinus ingår i släktet Platops och familjen Abacionidae. Inga underarter finns listade i Catalogue of Life.